# Class 20
De Class 20, ook bekend als English Electric Type 1, is een Britse reeks diesel-elektrische locomotieven. English Electric bouwde tussen 1957 en 1968 228 exemplaren. Dit grote aantal was voor een groot deel te danken aan het falen van de andere ontwerpen uit het type 1 programma.
De locomotieven kregen aanvankelijk de nummers D8000–D8199 en D8300–D8327. Onder spoorwegliefhebbers staan ze bekend als "Choppers", dankzij hun helikopterachtige geluid tijdens het rijden onder last.

## Overzicht
Het ontwerp, dat berustte op relatief eenvoudige techniek, was bestemd voor lichte gemengde goederentreinen en had dan ook geen voorzieningen voor een treinverwarming. De 73 ton zware locomotieven met een vermogen van 1000 pk konden een maximumsnelheid halen van 75 mijl/uur. De locomotieven tot en met de D8127 werden nog voorzien van identificatieschijven zoals die bij stoomlocomotieven gebruikelijk waren; toen in 1960 de nummerbakken werden geïntroduceerd, werd het ontwerp aangepast om deze in het front op te nemen. Hoewel de reeds afgeleverde locomotieven niet systematisch werden omgebouwd kreeg een aantal toch nummerbakken tijdens reparaties. In afwijking van de meeste Britse ontwerpen beschikten ze over slechts één cabine. Hierdoor was het zicht met de neus naar voren beperkt, hoewel dit niet anders was dan bij de stoomlocomotieven die door de Class 20 werden vervangen. Het was in de reguliere dienst gebruikelijk om de Class 20 per paar in te zetten, waarbij de cabines aan de beide uiteinden werden geplaatst zodat de machinist een goed zicht heeft op de baan.

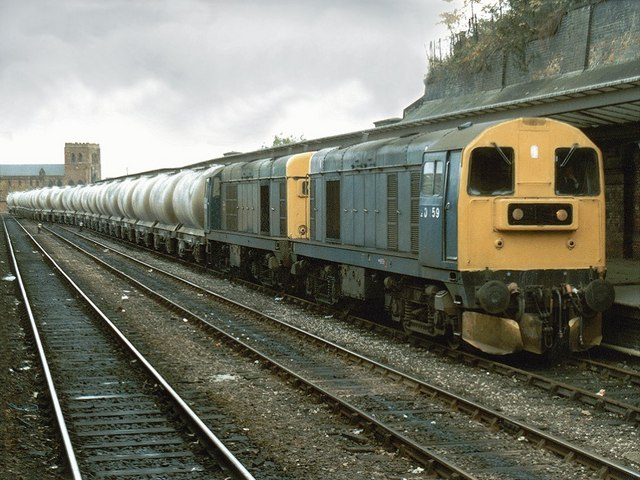
Twee Class 20en neus aan neus gekoppeld voor een goederentrein in 1986

De Class 20 is beperkt ingezet voor reizigerstreinen. Een klein aantal werd daartoe uitgerust met een pijp voor het doorlaten van de stoomverwarming, voornamelijk voor gebruik in treinschakeling met de Class 37 op de West Highland Line. Daarnaast was het gebruik beperkt tot de strandtreinen in de zomer, met name naar Skegness. Vanuit verschillende plaatsen zoals, Burton-on-Trent, Stoke-on-Trent, Derby en Leicester, werd vaak onder de naam The Jolly Fisherman gereden, af en toe werden ook andere badplaatsen aan de Engelse oostkust aangedaan. Daarnaast werden de locomoteven soms ingezet als voorspanloc en voor elektrischetreinen die over korte afstand over niet geëlektrificeerde baanvakken werden omgeleid.
De verplaatsing van het lichte goederenvervoer van het spoor naar de weg leidde bij British rail tot een overschot aan kleine locomotieven. De Class 20 was dankzij de mogelijkheid van dubbeltractie ook inzetbaar voor zwaardere diensten. Het grootste deel werd dan ook gedurende lange tijd in paren gekoppeld tot een bruikbaardere eenheid met 2000 pk, waarbij ook in beide richtingen beter werd.
De meeste zijn inmiddels uitgerangeerd, maar een aantal zijn in dienst van DRS en een aantal kleine industriële vervoerders. Om het probleem van het slechte zicht te ondervangen zijn een aantal alleen rijdende exemplaren voorien van frontcamera's.
De Série 1400 van Comboios de Portugal (CP) is afgeleid van de Class 20.

## Operationeel

### British Rail
De eerste groep Class 20en werd onder gebracht in het depot van Devons Road in Londen Bow voor de inzet voor goederentreinen door Londen, de volgende acht werden ondergebracht in het onderhouds depot van Hornsey. Na proefritten met de D8006 werden de D8028–D8034 bestemd voor diensten in de Schotse hooglanden en werden ze voorzien van opvangpunten voor de tokens in de zijkant van de cabines. De D8035–D8044 werden aanvankelijk ondergebracht in Norwich, maar werden in de praktijk gebruikt voor het plaatsen en ophalen van ledigmaterieel in Londen Euston. De D8050–D8069 werden ondergebracht in het destijds nieuwe depot annex werkplaats Tinsley in Sheffield, van waar diensten naar Lincolnshire en Humberside werden onderhouden. De D8070–D8127 gingen naar de diensten in de Schotse laaglanden met name langs de rivieren Forth en Clyde en het kolenveld van Fife. Hiermee was de oorspronkelijke bestelling van 128 stuks, waarvan de laatste in augustus 1962 werd afgeleverd, verdeeld.

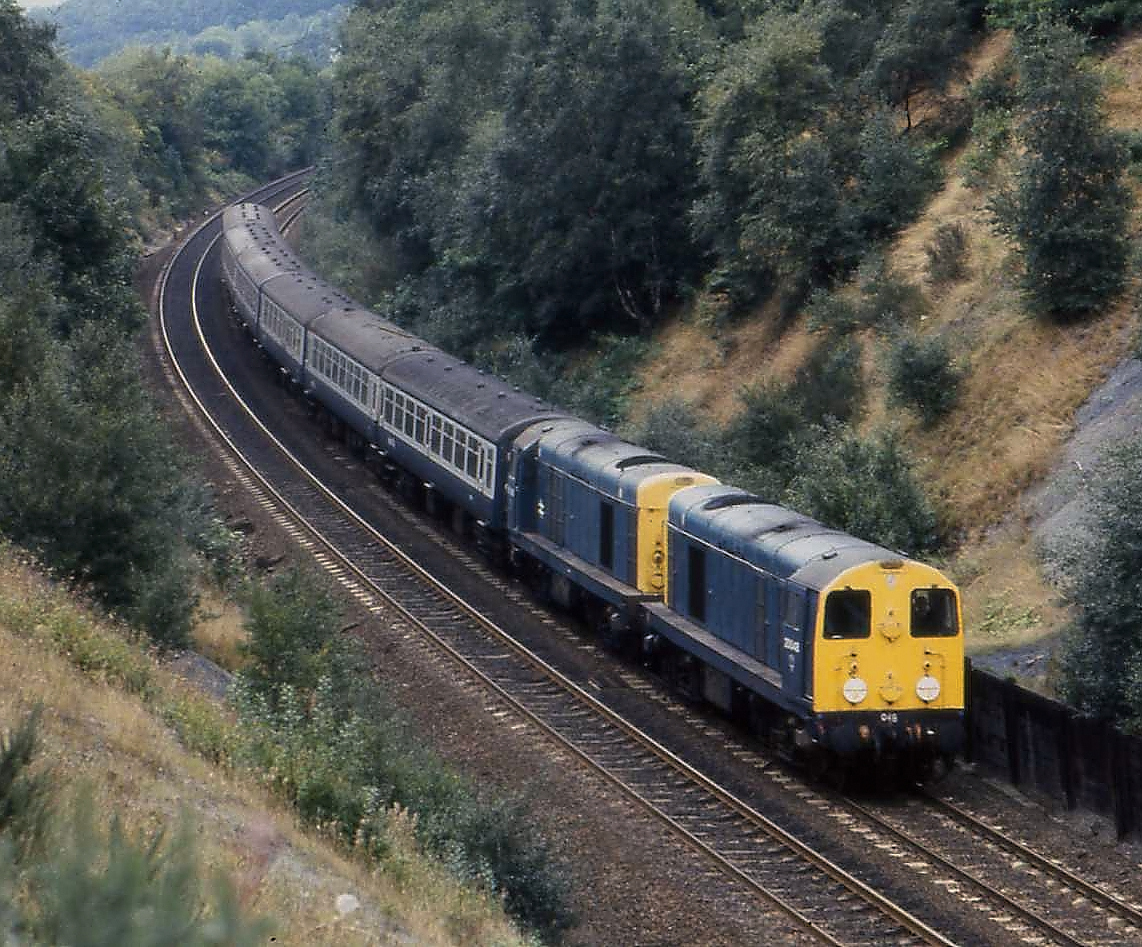
Twee Class 20en voor een reizigerstrein

De aflevering van de vervolgorder van 100 stuks begon in januari 1966 met de D8128. In 1967 werden proeven gedaan met de D8179 en D8317, waarna de D8316 en volgende af fabriek werden geleverd met een nieuwe elektronische aansturing ten behoeve gesloten kolentreinen (MGR). Treinen naar de centrale van Logannet werden soms gereden met drie locomotieven in treinschakeling.

### Private vervoerders

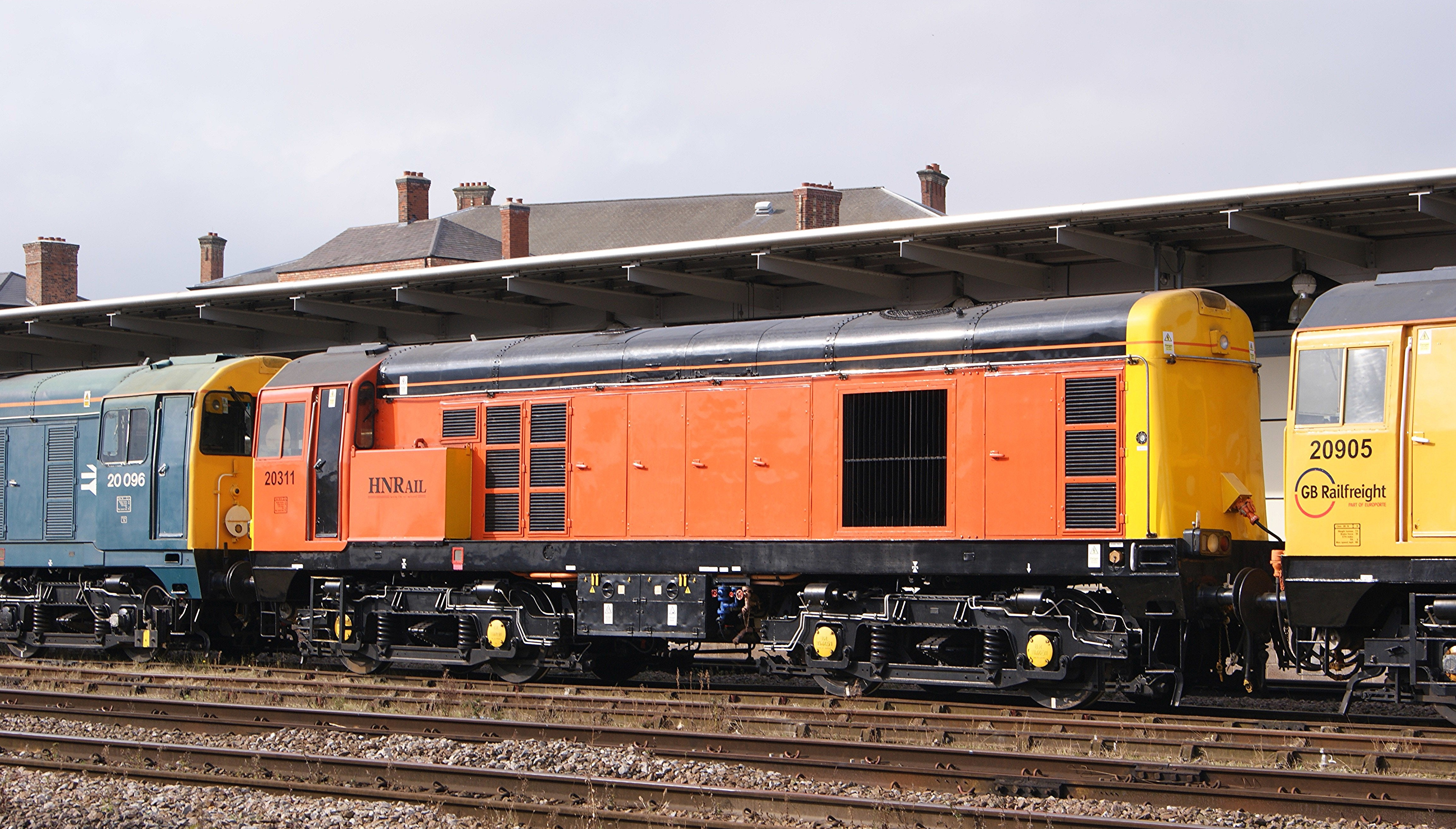
Class 20/3 nr 20 311 van HNRC te Derby in 2014

Sommige Class 20en werden gebruikt bij de bouw van de Kanaaltunnel en de High Speed 1, een aantal ging zelfs naar Frankrijk waar de Compagnie des chemins de Fer Départementaux (CFD) ze inzette voor industrieel gebruik, hoewel ze inmiddels naar Groot-Brittannië zijn teruggekeerd. Sommige locomotieven zijn verhuurd geweest aan Hunslet-Barclay als trekkracht voor de onkruidbestrijdingstreinen. Deze treinen spoten bestrijdingsmiddelen op de spoorbedding.
Direct Rail Services (DRS) zette haar Class 20/3en regelmatig in dubbeltractie in met een andere Class 20 of een Class 37 voor treinen met kernafval, het specialisme van DRS. In de winter stelt DRS Class 20en voor de spoorbehandelingstrein.
Wellicht de ongebruikelijkste dienst van de Class 20 was de Kosovo Train for Life chartertrein met 800 ton aan hulpgoederen in de herfst van 1999. De trein verliet station Londen Kensington Olympia op 17 september 1999, met de 20901, 20902 en 20903 op kop en kwam op 20 september in Praag vervolgens werd doorgereden naar Pristina dat om 10:00 op 25 september 1999 werd bereikt.
DRS had aanvankelijk 15 rijvaardige Class 20/3 locomotieven. Drie hiervan zijn, na het verwijderen van bruikbare onderdelen, afgevoerd naar de sloop, twee anderen zijn verkocht aan HNRC.
In 2005 verkreeg de Harry Needle Railroad Company (HNRC) een groot aantal 20/0en en 20/9en uit de opslag van DRS. In mei 2008 had HNRC 16 stuks in de opslag en 8 rijvaardige exemplaren, waarvan twee, de 81 en 82, waren verhuurd aan Corus in Scunthorpe.
Een aantal class 20en van HNRC wordt momenteel ingezet bij de aflevering van de zogenaamde Surface Stock aan het Underground depot te Neasden.

## Onderverdeling

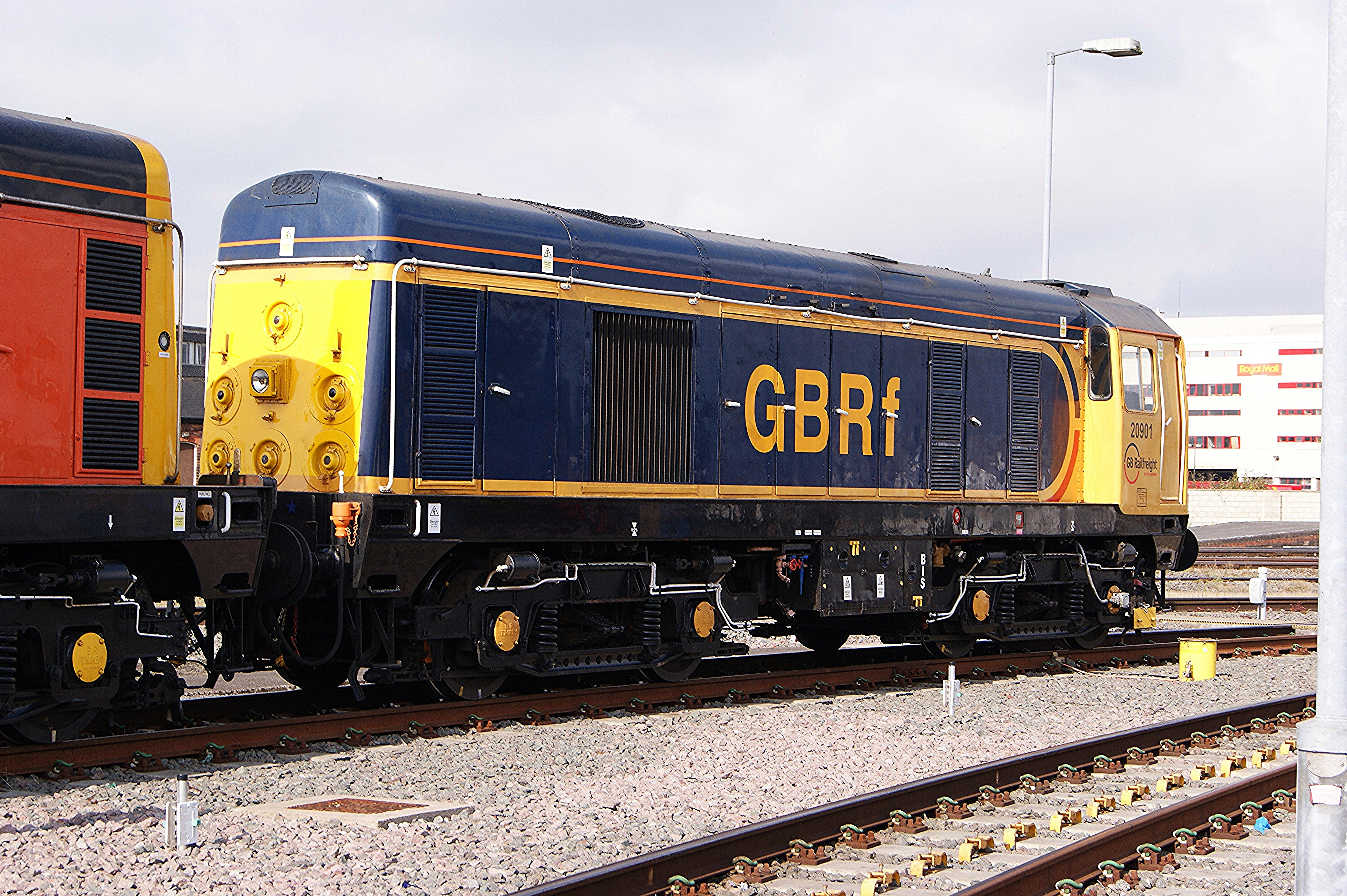
Class 20/9 nr.20 901 van HNRC verhuurd aan GBRf.

| Sub-Class  | Omschrijving |
| ---------- | --- |
| 20/0       | Standaard uitvoering. |
| 20/3 (BR)  | Aangepaste Class 20/0 voor de bouwstoffentreinen bij Peak Forest. |
| 20/3 (DRS) | DRS-uitvoering met aangepaste cabine uitrusting, heringericht en voorzien van elektronica en diverse andere aanpassingen. Twee hiervan, de 20311 & 20314, zijn later verkocht aan HNRC.                                                                                                |
| 20/9       | Na buitendienststelling omgebouwd en verkocht aan Hunslet-Barclay voor aanbesteed vervoer en proeven met afstandsbediening. Weinig verschillen met de standaard uitvoering. Vervolgens verkocht aan DRS en uiteindelijk aan HNRC, de 20901, 903-906 bestaan nog, de 20902 is gesloopt. |

## Kleurstellingen

### British Rail
De D8000 werd in juni 1957 afgeleverd in de groene kleurstelling, met een grijze voetplaat, rode bufferbalken en een grijs dak doorlopend tot de rand van de dakplaten. De oorspronkelijk tien droegen de BR crest, aan beide zijden gericht naar de neus, hadden schreefloze gele nummers en groene cabine daken. Vanaf de D8010 was de juiste BR crest aangebracht, met witte nummers en een grijs cabinedak. Dit werd aangepast na de D8103 om een klein geel waarschuwingspaneel toe te voegen, hoewel de afmetingen en details van de panelen varieerde.
In 1966 werd de D8048 door de BR vormgevers uitgekozen als "proefkonijn" voor de nieuwe huisstijl en werd geschilderd in de Rail Blue kleurstelling met inbegrip van de bufferbalken en het dak. Uitzondering vormde de gele fronten en het zwarte onderstel. Nadat de Rail Blue kleurstelling tot standaard was uitgeroepen werd de D8178, samen met de Class 25 D7660 en de Class 47 D1953, als eerste in de nieuwe kleurstelling geleverd, alle daarna geleverde locomotieven kregen eveneens de nieuwe kleurstelling af fabriek. Ondanks de nieuwe kleurstelling behielden sommige locomotieven ook na een bezoek aan de werkplaats hun groene kleur, al was het dan wel met het nieuwe logo en een nieuw gegevensplaatje.
Sommige locomotieven, waaronder de 20227, werden overgeschilderd in de grijze Railfreight kleurstelling met rode bodemranden, gele fronten en een groot logo op de zijkant.
Minstens vier werden overgeschilderd in de British Rail Telecommunications kleurstelling:
- 20075 - Sir William Cooke - herbouwd als 20309 en in dienst van DRS
- 20128 - Guglielmo Marconi - herbouwd als 20307 en in dienst van DRS
- 20131 - Almon B. Strowger - herbouwd als 20306 en in dienst van DRS
- 20187 - Sir Charles Wheatstone - herbouwd als 20308 en in dienst van DRS

### Privatisering

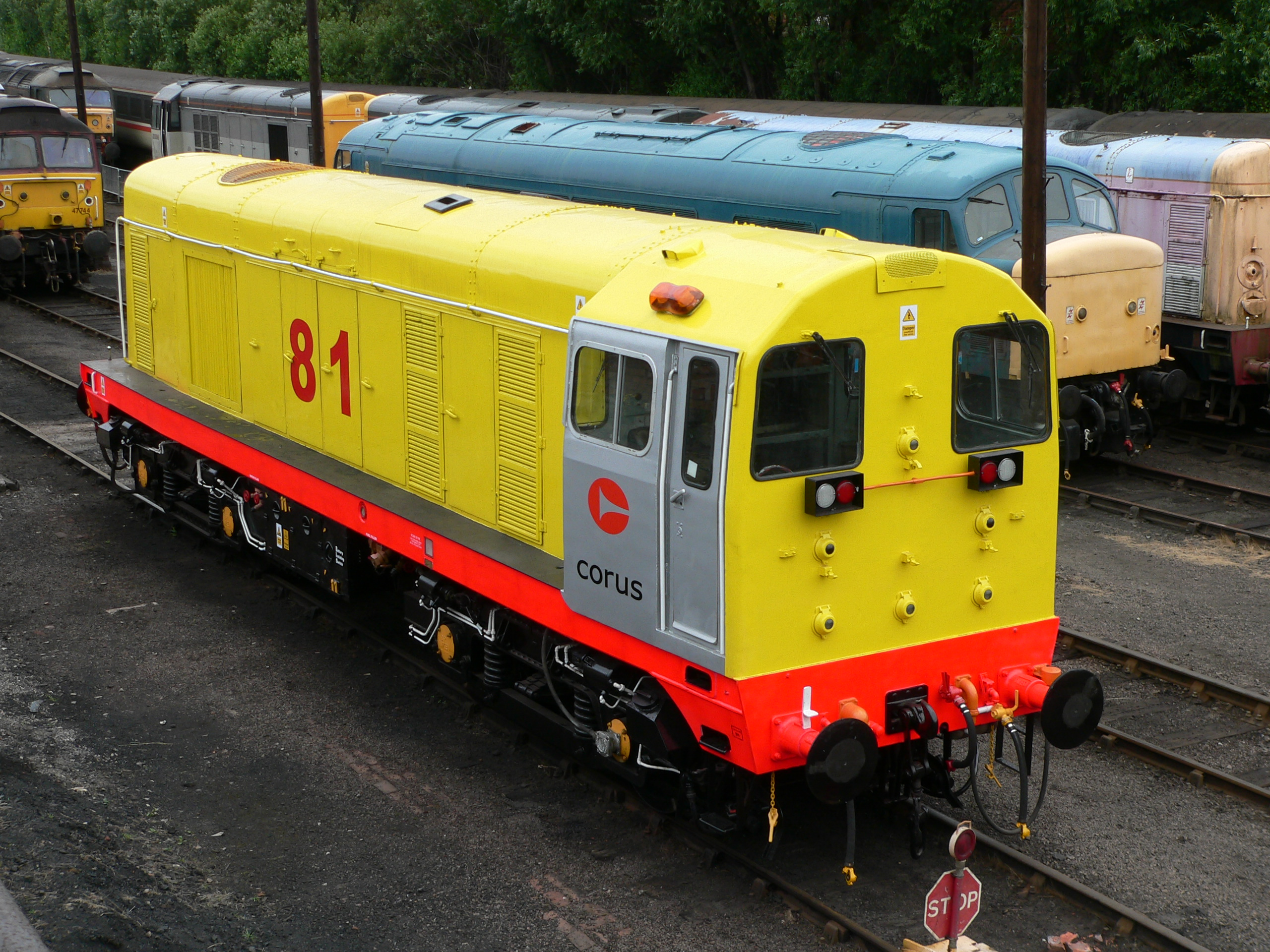
Corus 81 (ex-BR 20056) te Barrow Hill, 9 juli 2006

De Class 20/3 locomotieven in dienst van DRS zijn allemaal in de DRS Oxford Blue kleurstelling geschilderd, met rode bufferbalken en gele fronten. Hierbij zijn verschillende tinten geel gebruikt en verschilde ook de lengte van het blauwe oppervlak.
De Class 20 locomotieven in dienst van Harry Needle Railroad Company (HNRC) zijn geschilderd in de huisstijl oranje-zwart met gele fronten (20121, 20166, 20311 and 20314). Andere locomotieven van HNRC, de subreeksen 20/0 en 20/9, zijn geschilderd in een variant van de grijs-grijze Railfreight kleurstelling. Deze hebben een donkergrijs dak, een grijze bovenste en lichtgrijze onderste bovenbouw. met een zate onderstel en een zwarte bufferbalk. De fronten zijn eveneens geel, waarbij de cabine onderaan geel en bovenaan zwart is, dit wordt voortgezet op de zijkanten echter met lichtgrijs in plaats van geel. De rest heeft de BR Blue of Railfreight Red-stripe kleurstelling. HNRC Class 20en die voor lange tijd aan Corus verhuurd zijn, zijn overgeschilderd in de Corus kleuren; eerst zilver, momenteel knalgeel met een rode bodemrand(Nr.81 - 20056). Sinds Corus door Tata Steel werd opgekocht zijn een aantal locomotieven overgeschilderd in de blauwe Tata kleurstelling (No.82 - 20066). De 20901 en 20905 kregen de blauw-gouden GBRf Europorte kleurstelling, terwijl twee andere van HNRC werden overgeschilderd in de witte kleurstelling van Hope Construction Materials, met een paarse bodemrand (Nr.2 - 20168) en een zwarte bodemrand (No.3 - 20906).
Vier exemplaren, de 20035, 20063, 20139 en 20228, hadden tijdens hun verblijf in Frankrijk de oranje witte kleurstelling van de CFD (Compagnie de Chemins de Fer Départementaux'). Twee locomotieven, de 20142 en 20189, hadden in 2013 de Blauw-witte Balfour Beatty kleurstelling.
De laatst gebouwde class 20, de 20227, is vaak ingezet op het Underground net in Londen. Rond 2005 werd de 20227, als erkenning van dit werk, door de Class 20 Locomotive Society in de paarse huiskleur van de Metropolitan Line geschilderd en "Sir John Betjeman" genoemd. Nu is ze geschilderd in een moderne, op de huisstijl van de Underground gebaseerde, kleurstelling ter gelegenheid van de festiviteiten voor het 150-jarig bestaan van de Undergound.
Class 20en met hoofdlijntoelating:
| Onderverdeling | Locnummers                                                           |
| -------------- | -------------------------------------------------------------------- |
| 20/0           | 20096, 20107, 20118, 20132, 20142, 20168, 20189, 20205, 20227        |
| 20/3           | 20301, 20302, 20303, 20304, 20305, 20308, 20309, 20311, 20312, 20314 |
| 20/9           | 20901, 20905, 20906                                                  |

## Cultuur
In de James Bond-film GoldenEye uit 1995 is de 20188 gebruikt als ontsnappingstrein op de Nene Valley Railway. Door de toevoeging van bepantsering ontstond de verschijning als gepantserde Russische locomotief.

## Historisch materieel
Van de class 20 zijn er 22 behouden als museumloc, waaronder het eerste exemplaar, de D8000, dat onderdeel is van de National Railway Collection in het National Railway Museum in York.
| Computer nummer | Huidig nummer | Foto | Behouden door                         | Locatie                              | Opmerkingen                                                      |
| --------------- | ------------- | ---- | ------------------------------------- | ------------------------------------ | ---------------------------------------------------------------- |
| 20001           | D8001         |      | Class 20 Locomotive Society           | Midland Railway – Butterley          |                                                                  |
| 20007           | D8007         |      | English Electric Preservation         | Great Central Railway, Nottingham    |                                                                  |
| 20020           | 20020         |      | Scottish Railway Preservation Society | Bo'ness and Kinneil Railway          |                                                                  |
| 20031           | 20031         |      | Privé eigendom                        | Keighley & Worth Valley Railway      |                                                                  |
| 20035           | 20035         |      | ex-CFD                                | Sutton Coldfield                     |                                                                  |
| 20048           | 20048         |      | Midland Class 20 Association          | Midland Railway, Butterley           |                                                                  |
| 20050           | D8000         |      | National Collection                   | National Railway Museum              |                                                                  |
| 20059           | D8059         |      | Somerset & Dorset Loco Company        | Severn Valley Railway                |                                                                  |
| 20069           | D8069         |      | Privé eigendom                        | Mid-Norfolk Railway                  |                                                                  |
| 20087           | 20087         |      | ELR Diesel Group                      | East Lancashire Railway              |                                                                  |
| 20098           | D8098         |      | Type One Locomotive Company           | Great Central Railway, Loughborough  |                                                                  |
| 20117           | 20117         |      | Somerset & Dorset Loco Company        | Severn Valley Railway                | Opgeslagen als plukloc voor de overige S&D Class 20 locomotieven |
| 20137           | D8137         |      | Privé eigendom                        | Gloucestershire Warwickshire Railway |                                                                  |
| 20142           | D8142         |      | 20189 Ltd                             | Toegelaten voor hoofdlijnen          | Geschilderd in de Blauw-witte kleurstelling van Balfour Beatty   |
| 20154           | 20154         |      | English Electric Preservation         | Great Central Railway, Nottingham    |                                                                  |
| 20169           | D8169         |      | Privé eigendom                        | Wensleydale Railway                  |                                                                  |
| 20188           | D8188         |      | Somerset & Dorset Loco Company        | Severn Valley Railway                |                                                                  |
| 20189           | L189          |      | 20189 Ltd                             | Toegelaten voor hoofdlijnen          | Geschilderd in de Blauw-witte kleurstelling van Balfour Beatty   |
| 20205           | 20907         |      | Class 20 Locomotive Society           | Toegelaten voor hoofdlijnen          |                                                                  |
| 20214           | 20214         |      | Privé eigendom                        | Lakeside and Haverthwaite Railway    |                                                                  |
| 20227           | 20227         |      | Class 20 Locomotive Society           | Toegelaten voor hoofdlijnen          |                                                                  |
| 20228           | 2004          |      | Privé eigendom                        | Vale of Glamorgan Railway            |                                                                  |

## Modellen
Hornby Dublo, later Wrenn, had van 1958 tot in de jaren '70 een plastic H0 model in de catalogus. In 2008 bracht Hornby de Class 20 in verschillende kleurstellingen in schaal H0 uit, hierbij gebruikte ze oude mallen van Lima. Bachmann Branchline (00) heeft een eigen versie van de Class 20, eveneens in verschillende kleurstellingen, al dan niet met DCC besturing en geluid. Bachmann (Graham Farish) heeft ook een model in schaal N met verschillende kleurstellingen. 3mm Scale Model Railways heeft een model van hars in schaal TT.